# 郑州城市职业学院
郑州城市职业学院，原名郑州布瑞达理工职业学院，是美籍华人陈肖纯在河南省郑州市下辖的新密市创办的一所以理工科为主的大专院校。

## 办学初衷
中原经济区发展战略提出后，中原地区城市化进程不断提速，因此就需要城市规划、城市建设、市政工程及管理、交通运输、环境保护、现代物流等方面的人才。郑州城市职业学院便应运而生。